# Saint-Silvain-Bellegarde
Saint-Silvain-Bellegarde è un comune francese di 223 abitanti situato nel dipartimento della Creuse nella regione della Nuova Aquitania.

## Società

### Evoluzione demografica
Abitanti censiti